# Vivaan Shah
Vivaan Shah (nacido en Bombay el 11 de enero de 1990) es un actor indio que trabaja en la industria del cine hindi. Hizo su debut cinematográfico con la película "7 Khoon Maaf" (2011), en la que su interpretación de un joven doctor forense recibió el aplauso de los críticos. Tras esto, firmó un contrato de tres películas con el director Vishal Bhardwaj; tubo su primer papel protagonista en la película "Laali Ki Shaadi Mein Laaddoo Deewana"(2017); sus próxima será: "Strange Group" que será la historia de 6 amigos entre ellos el personaje que personificara que se enamorara de su mejor amiga personificada por Sana Saeed.
Es el hijo más joven de los actores Naseeruddin Shah y Ratna Pathak Shah.

## Filmografía
| Films that have not yet been released | Denotes films that have not yet been released |

| Año  | Película                             | Personaje  | Notas                               |
| ---- | ------------------------------------ | ---------- | ----------------------------------- |
| 2011 | 7 Khoon Maaf                         | Arun Kumar | Debut como actor                    |
| 2014 | Happy New Year                       | Rohan      | Rol secundario                      |
| 2015 | Bombay Velvet                        | Tony       | Rol secundario                      |
| 2017 | Laali Ki Shaadi Mein Laaddoo Deewana | Laaddoo    | Protagonista junto a Akshara Haasan |
| TBA  | Stranger Group                       | TBA        | Próxima película                    |